# Joan Anton Oriol Dauder
Joan-Anton Oriol Dauder (Badalona, 1935-2016) va ser un escriptor català. Va publicar diversos llibres d'assaig literari i també articles d'opinió en publicacions com Revista de Badalona, Carrer dels Arbres, Canigó, L'Estruç i Revista de Girona, entre d'altres. Amb el recull de poemes Elegies paganes va guanyar, el 1994, el Premi Parnàs de creació literària convocat per la revista Auriga i, dos anys més tard, va quedar finalista del Premi Àgora d'assaig amb El mite d'Acteó. Fou coautor del primer Diccionari de fígures retòriques (1995) escrit en català.

## Obra publicada
- Botànica màgica (1994).[3] Ed. Llibres de l'Índex.
- Diccionari de figures retòriques i altres recursos expressius (1995).[4] Ed. Llibres de l'Índex.
- Eriopis i les tenebroses (1996).[5] Ed. Llibres de l'Índex.
- La llegenda del mal caçador [assaig breu] (1997).[6] Cardona.
- De l'insòlit a la facècia (Anecdotari badaloní) (1998).[7] Museu de Badalona.
- El simpòsium dels espectres (2000).[8] Quaderns Crema.
- Diccionari d'éssers fantàstics (2019).[9] Quid Pro Quo.